# Тольна (комитат)
Тольна (венг. Tolna) — исторический комитат в центральной части Венгерского королевства. В настоящее время эта территория практически полностью соответствует медье Тольна Венгерской республики. Административным центром комитата Тольна был город Сексард.

## География
Тольна лежит в западной части Среднедунайской равнины к юго-востоку от озера Балатон. Восточной границей комитата являлся Дунай. Поверхность территории Тольны на востоке достаточно ровная, к западу немного поднимающаяся до холмов и невысоких гор. Вдоль Дуная земли, по преимуществу, болотистые. Для защиты придунайской долины от периодических разливов реки были созданы многочисленные дамбы и плотины. По территории комитата протекает река Шарвиз, являющаяся правым притоком Дуная. Площадь комитата составляла 3537 км² (по состоянию на 1910 год). Тольна граничила со следующими комитатами Венгрии: Шомодь, Веспрем, Фейер, Баранья и Пешт-Пилиш-Шольт-Кишкун.
Наибольшее значение в экономике комитата играло зерновое сельское хозяйство, виноградарство и разведение крупного рогатого скота. Кроме того здесь выращивался табак и было хорошо развито садоводство. Дунай являлся важным центром рыболовства.

## История
Тольна была одним из первых комитатов Венгерского королевства, образованных ещё в начале XI века королём Иштваном I Святым, вокруг королевского замка Тольна. В первой половине XVI века территория комитата попала под власть Османской империи. В конце XVII века Тольна была освобождена и вновь стала комитатом в составе Венгерского королевства, теперь уже под властью Габсбургов. Границы Тольны оставались практически неизменными на всём протяжении существования комитатской системы, а после её упразднения в 1918 году. было создано одноимённое медье Венгерской республики с той же территорией. После Второй мировой войны в Тольну переселилось множество трансильванских секеев, которые в настоящее время составляют особую этническую группу населения комитата.

## Население
Согласно переписи 1910 года на территории комитата Тольна проживало 267 300 жителей. Хотя большинство населения (около 67 %) были этническими венграми, немецкоязычное меньшинство было довольно значительным (более 31 %) и оказывало значительное влияние на социально-экономическое развитие области. В южных частях комитата также проживала небольшая группа сербов. Господствующий религией населения был католицизм, который исповедовали более 66 % жителей, однако численность протестантов (в основном, немцев) в Тольне была также велика (16 % населения исповедовали кальвинизм, более 13 % — лютеранство). Еврейская община в комитате составляла около 4 % населения.

## Административное деление
В начале XX века в состав комитата входили следующие округа:
| Округа        | Округа     |
| Округ         | Адм. центр |
| ------------- | ---------- |
| Вёльдьсег     | Боньгад    |
| Домбовар      | Домбовар   |
| Дунафёльдвар  | Пакш       |
| Кёзпонт       | Сексард    |
| Тамаши        | Тамаши     |
| Шимонторнья   | Дьёнк      |
| Муниципалитет |            |
| Сексард       |            |